# جائزة البرازيل الكبرى 1995
جائزة البرازيل الكبرى 1995 هو سباق فورمولا 1 أقيم بتاريخ 26 مارس 1995 في حلبة جوزيه كارلوس بيس للسيارات، البرازيل. كان الأول من أصل 17 في بطولة العالم لسباقات الفورمولا واحد موسم 1995. حلّ الألماني مايكل شوماخر أولا بينما جاء البريطاني ديفيد كولتهارد في المركز الثاني وحصل على المركز الثالث النمساوي غيرهارد بيرغر.